# Яцків Роман Володимир
Роман Володимир Яцків (англ. Roman Wladimir Jackiw; 8 листопада 1939, Люблінець, Польща — 14 червня 2023) — американський фізик-теоретик українського походження, досліджував застосування квантової теорії поля до фізичних проблем, теоретичну фізику елементарних частинок і пошук несподіваних тонких ефектів, які можуть бути застосовані до фізики елементарних частинок, конденсованої речовини та фізики гравітації.
Він відомий своїми численними фундаментальними внесками та відкриттями в квантових і класичних теоріях поля, починаючи від фізики високих енергій і гравітації до конденсованих речовин і фізики рідин. Серед його головних досягнень — встановлення наявності відомих аномалій Адлера — Белла — Яцківа в квантовій теорії поля, відкриття з далекосяжними наслідками для структури Стандартної моделі фізики елементарних частинок і всіх спроб вийти за її межі. Серед інших важливих внесків — топологічний елемент маси в теоріях гравітації та калібрувальних теоріях, а також фракціоналізація числа та заряду ферміонів у присутності топологічних об'єктів.

## Життєпис
Роман Яцків народився 8 листопада 1939 року в українській родині, яка мешкала в Люблінці (Польща). Батьки в пошуках кращої долі спочатку переїхали до Австрії і Німеччини, а згодом емігрували до США і оселилися в Нью-Йорку, на той час Роману Яцківу було близько 10 років. Після закінчення коледжу Свортмор у 1961 році він навчався в докторантурі у професорів Ганса Бете та Кеннета Вільсона в Корнельському університеті (Ітака, Нью-Йорк). Отримав ступінь доктора філософії у Корнеллі в 1966 році.
З 1966 по 1969 рік він був молодшим науковим співробітником Товариства стипендіатів Гарвардського університету. Він працював запрошеним професором в Університеті Рокфеллера з 1977 по 1978 рік, в Каліфорнійському університеті в Лос-Анджелесі і Санта-Барбарі в 1980 році та в Колумбійському університеті з 1989 по 1990 рік.
З 1969 по 1971 рік професор Яцків був стипендіатом фонду Альфреда П. Слоуна, а з 1977 по 1978 рік — стипендіатом Меморіалу Джона Саймона Ґуґґенгайма. У 1995 році професор Яцків отримав премію Денні Гейнемана з математичної фізики від Американського фізичного товариства, а в 1998 році премію та медаль Дірака від Міжнародного центру теоретичної фізики, Італія. Він був почесним доктором Туринського університету (Італія), Уппсальського університету (Швеція), Київського інституту теоретичної фізики ім. М.Боголюбова та Монреальського університету (Канада). Був дійсним членом Американської академії мистецтв і наук, Американського фізичного товариства, Національної академії наук США та іноземним членом Національної академії наук України.
З 1969 року до виходу на пенсію він був професором Центру теоретичної фізики Массачусетського технологічного інституту. У 2019 році він зберіг свою приналежність до почесного статусу.
Роман Яцків став одним із відкривачів хіральної аномалії, яка також відома як аномалія Адлера — Белла — Яцківа. У 1969 році він і Джон Стюарт Белл опублікували своє пояснення спостережуваного розпаду нейтрального піона на два фотони, яке пізніше розширив та уточнив Стівен Л. Адлер. Цей розпад заборонений симетрією класичної електродинаміки, але Белл і Яцків показали, що ця симетрія не може зберігатися на квантовому рівні. Їхнє введення «аномального» терміну з квантової теорії поля вимагало, щоб сума зарядів елементарних ферміонів мала бути нульовою. Ця робота також надала важливу підтримку теорії кольорів кварків.
Яцків також відомий своєю теорією гравітації Яцківа–Тейтельбойма з одним виміром простору та часу, що включає дилатонне поле, інколи її називають як модель R = T або як гравітація JT, вона використовується для моделювання деяких аспектів майже екстремальних чорних дір.
Роман Яцків був одружений з колегою-фізиком Со-Янг Пі, дочкою корейського письменника Пі Чун-дока. Одним із синів Яцківа є Стефан Яцків, американський скрипаль. Інший — Ніколас Яцків, розробник програмного забезпечення, відомий створенням The Geometer's Sketchpad. Його дочка Сімона Альборн працює вчителем у школі Мозеса Брауна в Провіденсі, штат Род-Айленд.
Роман Яцків помер 14 червня 2023 року у віці 83 роки.

## Нагороди[10]
- премія Bonnor Essay Prize (Лондонський університет королеви Марії), 2007
- іноземний член НАН України, 2003
- медаль Дірака (ICTP) (разом зі Стівеном Л. Адлером) «за лідерство у складному використанні квантової теорії поля для висвітлення фізичних проблем», 1998
- член Національної академії наук США, 1998
- премія Денні Гайнемана в галузі математичної фізики (APS) «за творче використання квантової теорії поля для пролиття світла на фізичні проблеми, включно з роботою над топологічними солітонами, теорією поля при високих температурах, існуванням аномалій і роллю ці аномалії у фізиці елементарних частинок», 1995
- меморіальна стипендія Ґуґґенгайма, 1977—1978
- дослідницька стипендія фонду Слоуна, 1969

## Публікації
- A PCAC puzzle: π0→γγ\pi^0 \to \gamma \gammaπ0→γγ in the σ\sigmaσ model
- Topologically Massive Gauge Theories
- Chern-Simons modification of general relativity